# Сент-Андре-сюр-Вьё-Жон
Сент-Андре́-сюр-Вьё-Жон (фр. Saint-André-sur-Vieux-Jonc) — коммуна во Франции, находится в регионе Рона — Альпы. Департамент — Эн. Входит в состав кантона Перонна. Округ коммуны — Бурк-ан-Брес.
Код INSEE коммуны — 01336.

## География

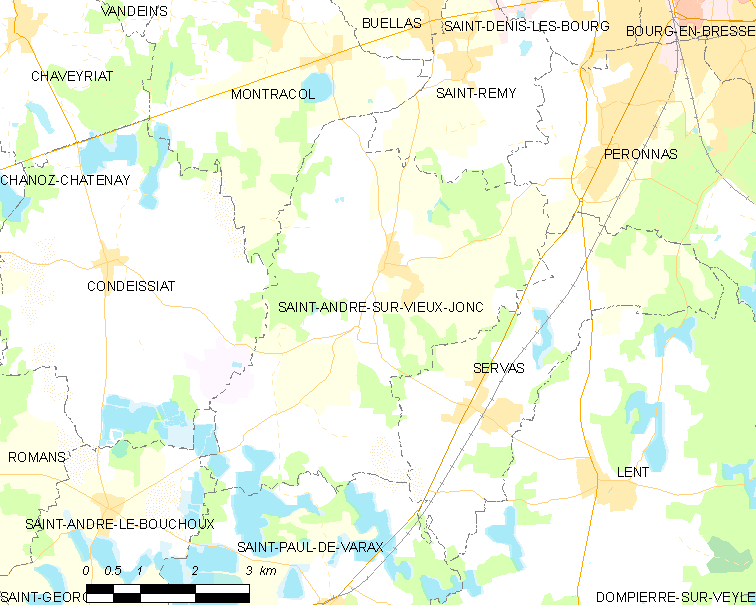
Карта коммуны

Коммуна расположена приблизительно в 370 км к юго-востоку от Парижа, в 55 км северо-восточнее Лиона, в 9 км к юго-западу от Бурк-ан-Бреса.
По территории коммуны протекает река Вьё-Жон, есть много озёр.

## Климат
Климат полуконтинентальный с холодной зимой и тёплым летом. Дожди бывают нечасто, в основном летом.

## Население
Население коммуны на 2010 год составляло 1079 человек.
| 1962 | 1968 | 1975 | 1982 | 1990 | 1999 | 2010 |
| ---- | ---- | ---- | ---- | ---- | ---- | ---- |
| 577  | 543  | 701  | 887  | 979  | 965  | 1079 |

## Администрация
| Период | Период | Фамилия     | Партия       | Примечания |
| ------ | ------ | ----------- | ------------ | ---------- |
| 1995   | 2001   | Пьер Фавье  |              |            |
| 2001   | 2020   | Бернар Киве | Разные левые |            |

## Экономика
В 2010 году среди 697 человек трудоспособного возраста (15-64 лет) 547 были экономически активными, 150 — неактивными (показатель активности — 78,5 %, в 1999 году было 71,9 %). Из 547 активных жителей работали 496 человек (254 мужчины и 242 женщины), безработных было 51 (23 мужчины и 28 женщин). Среди 150 неактивных 52 человека были учениками или студентами, 72 — пенсионерами, 26 были неактивными по другим причинам.